# Guachetá (ort)
Guachetá är en ort i Colombia.   Den ligger i departementet Cundinamarca, i den centrala delen av landet, 100 km nordost om huvudstaden Bogotá. Guachetá ligger 2 684 meter över havet och antalet invånare är 4 245.
Terrängen runt Guachetá är huvudsakligen kuperad, men åt nordväst är den platt. Runt Guachetá är det ganska tätbefolkat, med 80 invånare per kvadratkilometer. Närmaste större samhälle är Ubaté, 16,6 km sydväst om Guachetá. I omgivningarna runt Guachetá växer i huvudsak städsegrön lövskog.